# Stop-ei

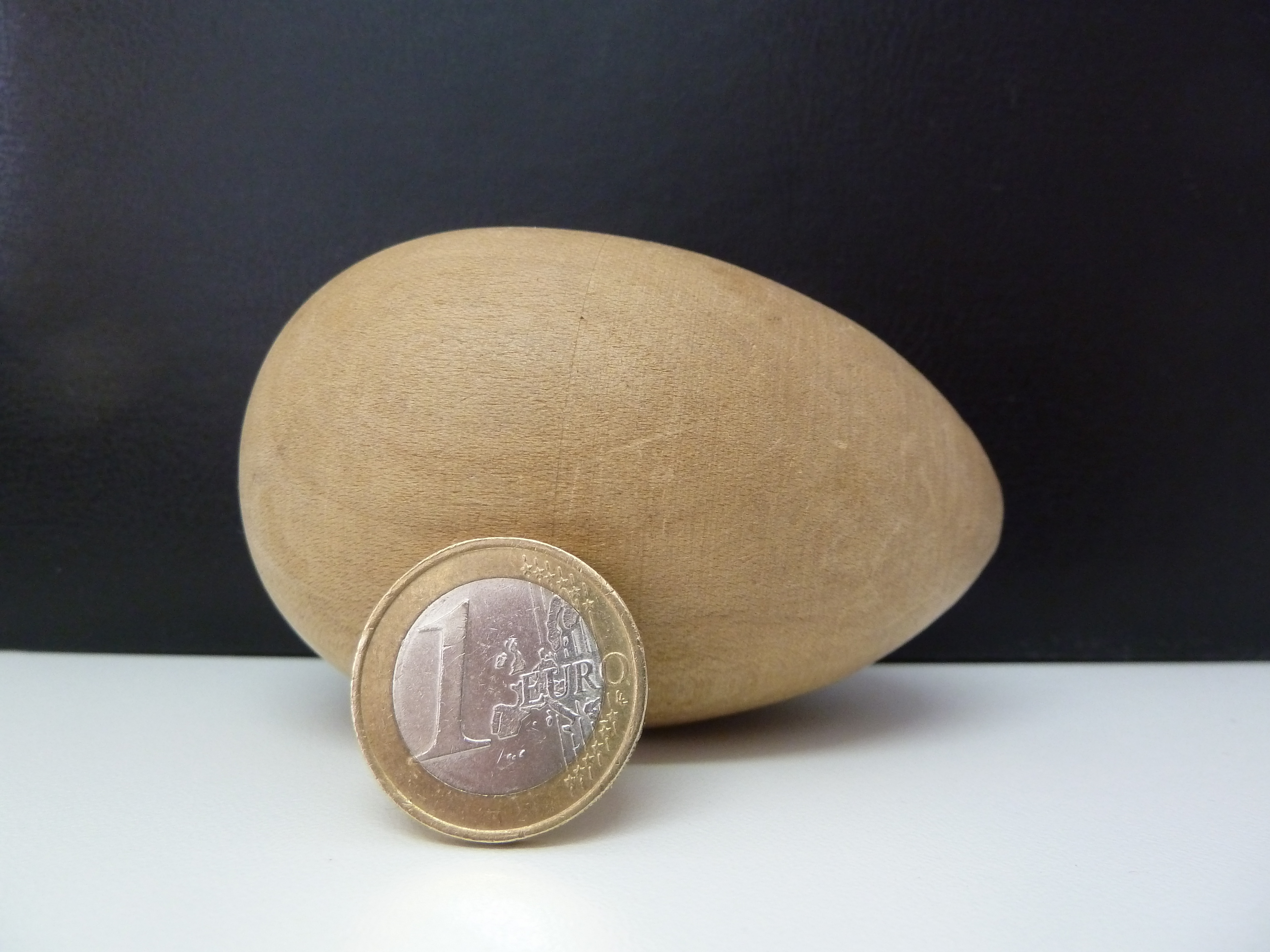
Stop-ei

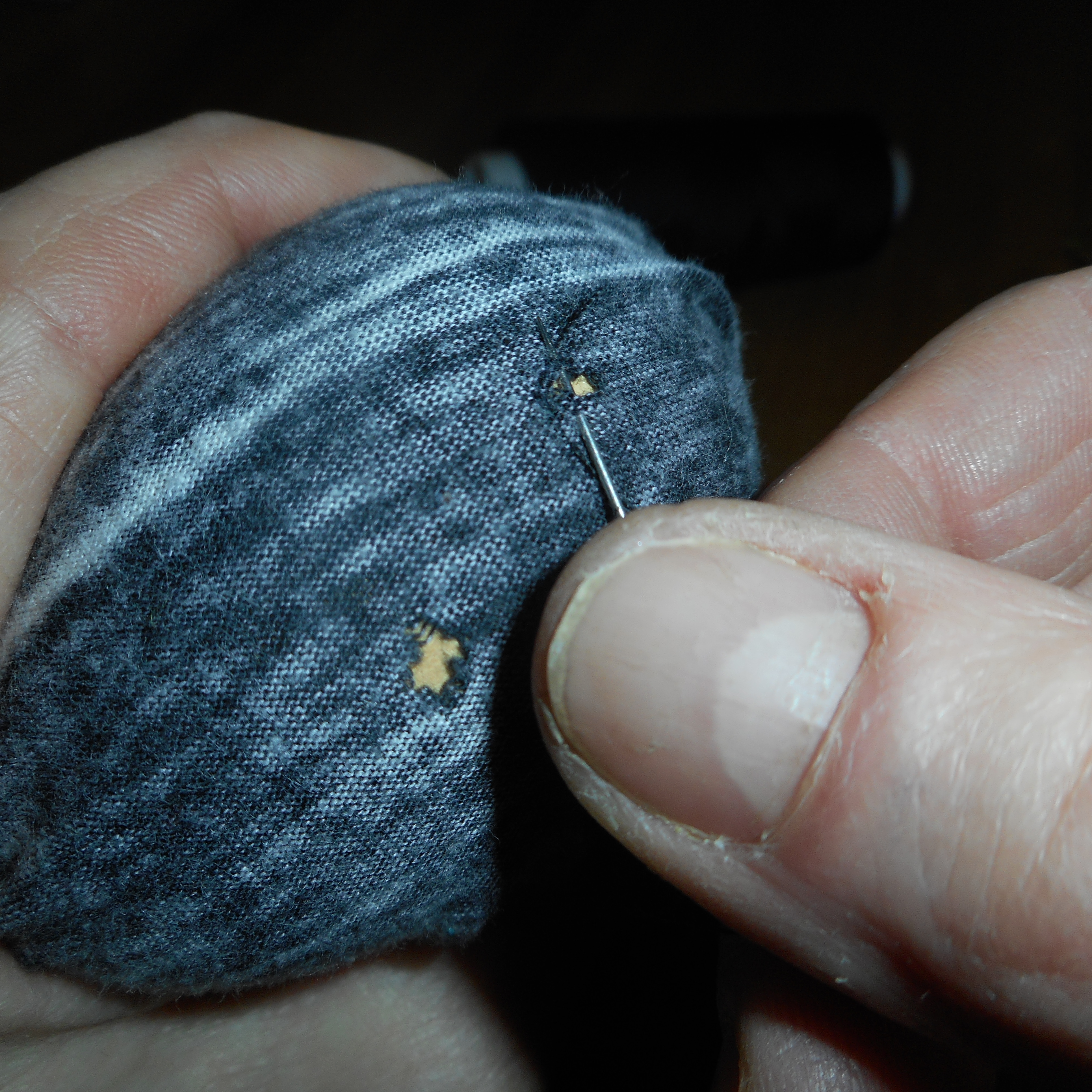
Het stoppen van een sok met een stop-ei.

Een stop-ei is een hulpmiddel dat wordt gebruikt bij het stoppen van gaten in breiwerk.
Het stop-ei wordt onder het te stoppen gat gehouden, enerzijds om de stof makkelijk glad te houden en een beetje te spannen, zodat de stopdraden er eenvoudig in kunnen worden aangebracht, zonder het gat samen te trekken. Anderzijds dient het stop-ei om te voorkomen dat men met de naald in de hand prikt en heeft het een functie vergelijkbaar met een vingerhoed.
Een stop-ei is meestal van hout gemaakt, maar ook andere materialen, zoals steen, komen voor.